# Nunatak Island
Nunatak Island – niezamieszkana wyspa w zatoce Cumberland, w regionie Qikiqtaaluk, na terytorium Nunavut, w Kanadzie. 
W pobliżu Nunatak Island położone są wyspy: Anarnittuq Island, Kekertelung Island, Iglunga Island i Clear Passage Island.